# Team Penske

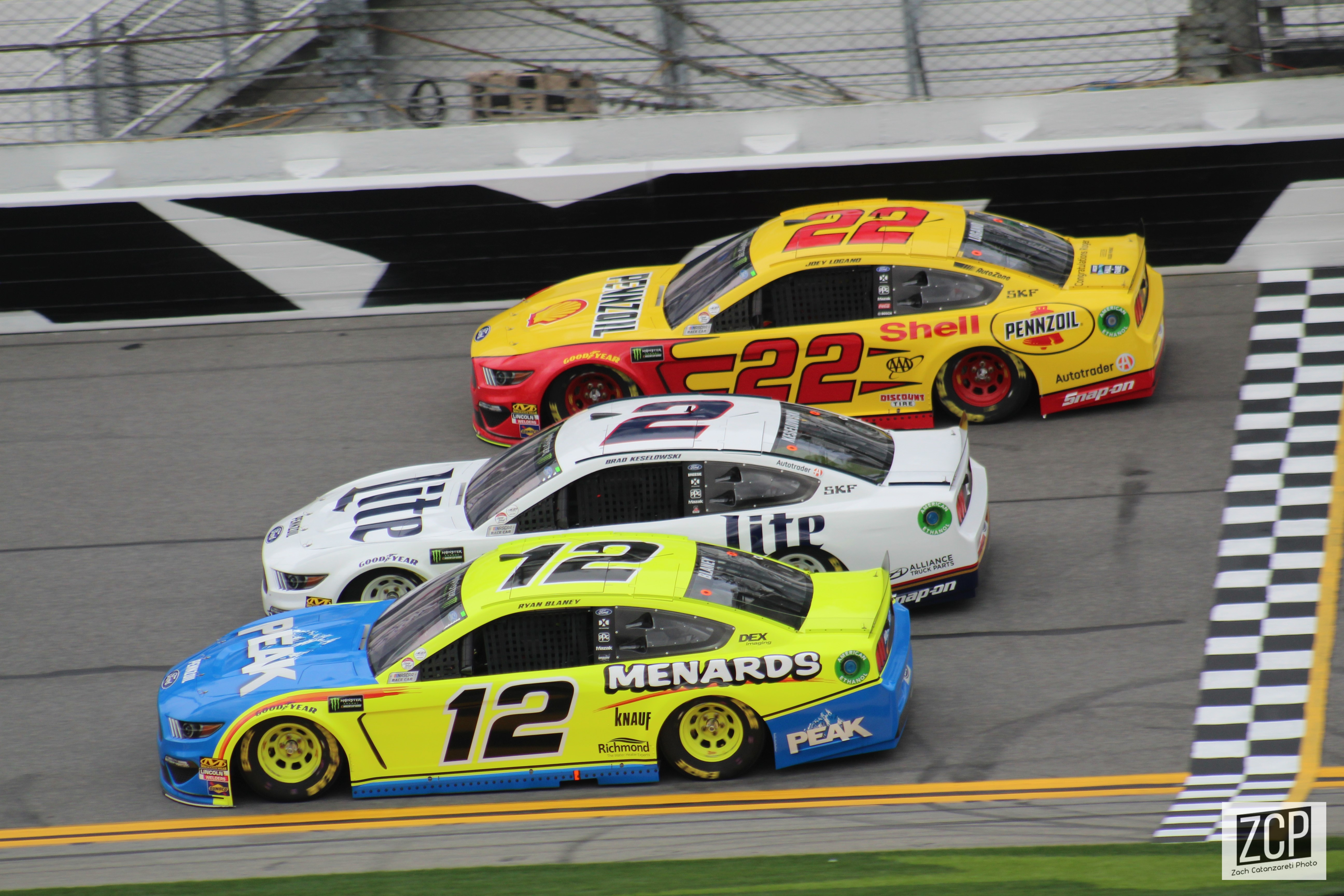
Penske-förarna Ryan Blaney, Brad Keselowski och Joey Logano under Daytona Speedweek.

Team Penske (tidigare Penske Racing) är ett amerikanskt professionellt racingstall som tävlar i IndyCar Series och i stockcarklasserna Nascar Cup Series och Nascar Xfinity Series. Stallet som debuterade 1966 i Daytona 24-timmars har tidigare bland annat tävlat i formel 1 under ett par säsonger i mitten av 1970-talet samt i Champ Car, Can-Am och Trans-Am Series. Stallet är det framgångsrikaste i Indianapolis 500:s historia med 18 vinster. I samband med loppet South Point 400 som kördes på Las Vegas Motor Speedway 16 september 2018 tog Team Penske med föraren Brad Keselowski stallets 500:e segar. Team Penske är en del av Penske Corporation som ägs av Roger Penske. Dess ordförande är Tim Cindric.

## Historik
Penske grundades av den amerikanske bilhandlaren och tidigare racerföraren Roger Penske 1966. Stallets, vars förare och ingenjör var Mark Donohue, gjorde snabbt succé i CanAm och TransAm och man vann Daytona 24-timmars 1969 och Donohue blev årets rookie när stallet debuterade i Indianapolis 500. Framgångarna fortsatte och höjdpunkten nåddes 1972 när Donohue vann Indianapolis 500 och George Follmer tog hem CanAm-titeln i en Porsche 917. 1974 beslöt Penske, som med framgång bland annat tävlade i NASCAR, att även ställa upp i formel 1.

### Formel 1
Penske deltog första gången i formel 1 som Penske-White Racing i Kanada 1971 och USA 1971 med en McLaren-Ford. I Kanada körde Donohue, som där kom på tredje plats. Donohue skulle även kört i USA men i stället blev det britten David Hobbs som körde, och han slutade på tionde plats.
Penske etablerade sin biltillverkning i Poole i England. Stallet debuterade med en Penske PC1 i Kanada 1974, där man slutade på tolfte plats. Säsongen efter fortsatte Donohue tävla med bilen trots att den inte var konkurrensduglig, men efter Frankrikes Grand Prix 1975 ersattes den med en March 751. Donohue förolyckades ett par lopp senare under uppvärmningen inför Österrikes Grand Prix 1975. Han ersattes av britten John Watson i säsongens sista lopp i USA 1975 och den följande säsongen. 
Watson startade säsongen 1976 i en ny Penske PC3 som från och med Sveriges Grand Prix byttes ut mot en betydligt bättre PC4. Stallets första och enda F1-vinst kom, ett år efter Donohues död, i Österrikes Grand Prix 1976. Penske lämnade efter säsongen F1-racing. Stallets bilar såldes till Auto Technisches Spezialzubehör och fabriken i England övergick till produktion av chassier till den dåvarande Indycar-serien, som sedan blev Champ Car-serien.

### Champ Car/IndyCar
Penske Racing är ett av de mest framgångsrika stallen inom amerikansk formelbilsracing. Redan 1972 vann Mark Donohue Indianapolis 500, och 1979 tog Rick Mears vann fyra segrar i Indy 500 med Penske 1979, 1984, 1988 och 1991. Mears blev synonym med en gul Pennzoil-sponsrad bil och vann CART-titeln 1979, 1981 och 1982. 
Även Al Unser gav stallet ett par titlar, 1983 och 1985. Emerson Fittipaldi kom till teamet 1990 från Patrick Racing sponsrad av Marlboro, något som därefter dominerat Penskebilarnas färger. 
Stallets andra storhetsperiod kom med Fittipaldi, Paul Tracy och Al Unser Jr. som förare, bland annat med en trippelseger i mästerskapet 1994. Efter att ha missat att kvala in med båda bilarna i Indianapolis 500 1995, fick teamet en svacka då de egna chassina försämrades. Man slutade därför att tillverka egna chassin och började köpa in dem i stället.
Den tredje storhetstiden kom 2000 då Gil de Ferran vann två raka titlar i CART, följda av två segrar för Hélio Castroneves och en för de Ferran i Indy 500. Säsongen 2002 gick Penske över till Indy Racing League och IndyCar Series, efter att sponsorn Marlboro krävt deltagande i Indy 500 för att fortsätta vara sponsor. 
Stallet tog sin första titel i IndyCar 2006 genom Sam Hornish Jr., som värvades till teamet efter att de Ferran avslutat sin karriär efter säsongen 2003. Hornish lämnade Indycar-stallet efter säsongen 2007 för att istället köra för stallet i NASCAR. Hans plats togs av Ryan Briscoe ihop med Castroneves 2008, som då slutade på andra plats totalt.

## F1-säsonger
| Säsong | Tävlingsnamn         | Bil                   | Motor                    | Däck | Poäng | VM-plac. | Förare 1                 | Förare 2               |
| ------ | -------------------- | --------------------- | ------------------------ | ---- | ----- | -------- | ------------------------ | ---------------------- |
| 1971   | Penske-White Racing  | McLaren M19A          | Ford Cosworth DFV 3.0 V8 | G    | 0     | (6:a)    | Mark Donohue David Hobbs |                        |
| 1974   | Penske Cars          | Penske PC1            | Ford Cosworth DFV 3.0 V8 | G    | 0     | 13:e     | Mark Donohue             |                        |
| 1975   | Penske Cars          | Penske PC1            | Ford Cosworth DFV 3.0 V8 | G    | 2     | 12:a     | Mark Donohue John Watson |                        |
| 1975   | Penske Cars          | March 751             | Ford Cosworth DFV 3.0 V8 | G    | 2     | (8:a)    | Mark Donohue             |                        |
| 1976   | Citibank Team Penske | Penske PC3 Penske PC4 | Ford Cosworth DFV 3.0 V8 | G    | 20    | 5:a      | John Watson              |                        |
| 1977   | ATS Racing Team      | Penske PC4            | Ford Cosworth DFV 3.0 V8 | G    | 1     | 12:a     | Jean-Pierre Jarier       | Hans Binder Hans Heyer |

## Andra stall
Penske har också levererat bilar till andra formel 1-stall.
| Stall             | Säsonger | Antal lopp |
| ----------------- | -------- | ---------- |
| ATS               | 1977     | 15         |
| F&S Properties    | 1976     | 1          |
| Interscope Racing | 1977     | 2          |